# Albara
Albara là một chi bướm đêm thuộc phân họ Drepaninae.

## Các loài
- Albara reversaria Walker, 1866
- Albara hollowayi Watson, 1970